# Marcus Banks
Marcus Banks (* 19. November 1981 in Las Vegas, Nevada) ist ein US-amerikanischer Basketballspieler, der zuletzt für den al-Gharafa Sports Club in Katar spielte.

## Karriere
Nachdem Marcus Banks zwischen 1999 und 2003 für das Dixie State College of Utah sowie für die University of Nevada spielte, wurde er in der NBA Draft 2003 an 13. Stelle von den Memphis Grizzlies gewählt, jedoch direkt an die Boston Celtics weitergegeben (getradet). In Boston stand er für zweieinhalb Jahre unter Vertrag und kam in diesem Zeitraum auf 191 NBA-Spiele. Im Verlauf der Saison 2005/2006 wechselte Banks zu den Minnesota Timberwolves. Bis zum Ende der Saison zählte er 40 Einsätze und kam im Schnitt auf 30,7 Minuten Spielzeit sowie zwölf Punkte und 4,7 Assists. Im Sommer 2006 wechselte Banks als Free Agent zu den Phoenix Suns, wo er bis 2008 unter Vertrag stand. Nach weiteren NBA-Stationen bei den Toronto Raptors und den New Orleans Hornets wechselte er im Sommer 2012 zur Idaho Stampede in die NBA Development League. Im November 2012 wechselte Banks zu Panathinaikos Athen. Mit Jason Kapono und Roko Ukić traf er auf zwei Akteure, mit denen er schon zuvor in Toronto zusammen spielte. Mit Panathinaikos konnte Banks den griechischen Vereinspokal gewinnen, wurde jedoch vor Beginn der Play-offs aus dem Kader gestrichen, um einen Platz für seinen Landsmann Richard Guinn freizumachen. Nachdem er in Frankreich für SLUC Nancy Basket gespielt hatte, wechselte er über dem libanesischen Champville SC 2016 zu al-Gharafa Sports Club nach Katar, wo er zuletzt aktiv war.

## Erfolge
- Griechischer Pokalsieger: 2013